# Сантуарий Матери Марии Божественной Милости в Сан-Романо
Сантуарий Матери Марии Божественной Милости (итал. Il santuario di Maria Madre della Divina Grazia) — католический сантуарий (святилище) в коммуне Монтополи-ин-Валь-д’Арно, на холме Сан-Романо, провинция Пиза, Италия.
Ныне действующий сантуарий возник из древней церкви Санта-Мария-а-Валиана (Santa Maria a Valiana), где хранилось изображение Мадонны, вырезанное из дубового ствола. С начала XVI века оно стало объектом растущего почитания. В 1515 году семья Медичи расширила церковь, чтобы сделать её более подходящей для новых нужд богослужения. В 1517 году святилище перешло во владение монахов ордена братьев меньших (францисканцев) и по сей день остаётся в их ведении.

## История
Холм Сан-Романо известен в истории благодаря знаменитой битве 1432 года, в которой сиенское ополчение сражалось с флорентийским. Эту битву изобразил Паоло Уччелло на нескольких картинах, ныне хранящихся в галерее Уффици во Флоренции.
Исторические записи свидетельствуют, что в небольшой капелле, посвящённой Святой Деве Марии из Вальяно, находилась скульптура Мадонны с Младенцем на руках XI века, очень похожая на романских Мадонн, найденных в окрестностях Пизы и Лукки. Предание гласит, что молодая пастушка, пасшая своё стадо неподалёку, зашла в маленькую церковь помолиться, и однажды статуя заговорила с ней. Событие сразу же стало известно, и почитание Мадонны распространилось по всей округе. Несколько женщин обратились к властям Монтополи, от которых зависела капелла, с просьбой провести реставрацию обветшалой молельни. Из документов муниципалитета Монтополи следует, что в марте 1514 года заседание совета одобрило выделение материалов для реставрационных работ.
Около 1576 года заботами Элеоноры Толедской, жены герцога Козимо I Медичи, была построена новая капелла Святой Девы Марии. Источники сообщают о своде, расписанном фресками художника, близкого по стилю к Андреа дель Сарто. Ещё одна переделка была произведена после освобождения от наполеоновской экспансии. Народ хотел воздать почести Мадонне за освобождение от «великого бедствия», и в 1817 году флорентийский архитектор Паскуале Поччанти начал строительство, которое было завершено только в 1837 году. В 1702 году в святилище было захоронено тело святого Климента Римского.

## Архитектура
Изначально сантуарий включал шесть капелл, расположенных друг напротив друга, которые получали свет через круглые окна-«окулусы», но в 1591 году они были закрыты, чтобы освободить место для каменных алтарей в стиле барокко. Заслуживает внимания Капелла Святого Павла с небольшим куполом, балюстрадой и стенами, оформленными серым известняком «пьетра-серена». В 1607 году там был похоронен Понтанари из Кастельфранко, финансировавший строительство.
Современная церковь состоит из одного нефа, окружённого капеллами. Справа от входа находится Капелла Мадонны, которая имеет форму и декор, приданные ей в начале XIX века в стиле неоклассицизма. В центре находится небольшая скиния работы Амалии Дюпре, в которой хранится священное изображение Мадонны Сан-Романо.

## Монастырь и музей
Монастырь появился одновременно со строительством церкви, и на протяжении многих лет его крупными благотворителями были Медичи, которые использовали это место для остановок во время своих путешествий из Флоренции в Пизу. По этой причине здесь сохранились «Зал Медичи» и парадная лестница (1705), спроектированные флорентийским архитектором Антонио Мария Ферри, на которой можно увидеть большой герб флорентийской семьи. Из источников известно, что в 1635 году в монастыре было восемнадцать послушников и монахов. В монастыре также были ценная библиотека и аптека (не сохранились). В первой половине XX века монастырь был опорным пунктом провинции Сан-Бонавентура. В 1906 году новициат был вновь открыт, в 1919 году он был объявлен Коллежем миссионеров Сан-Бернардино, где монахи обучались и готовились к проповеди «народных миссий». В июле 1940 года состоялось последнее празднование Капитула провинции перед слиянием двух тосканских образований.
С правой стороны, непосредственно рядом с сакристией, находятся помещения монастыря, отведенные под музей. В «Антиквариуме» хранятся алтарные реликвии, кресты, мощевики, чаши и ризы, в основном XVII и XVIII веков, документы по истории святилища, множество вотивных табличек и драгоценных предметов, а также исповедальня 1730 года работы Фра Дезидерио да Фиренце и важная коллекция священных книг, в том числе две инкунабулы, датируемые второй половиной XV века.
В клуатре бывшего монастыря находится уникальный Рождественский вертеп (презепио), занимающий 300 квадратных метров в виде различных ландшафтных сцен, отделённых друг от друга наподобие отдельных хижин.

## Галерея

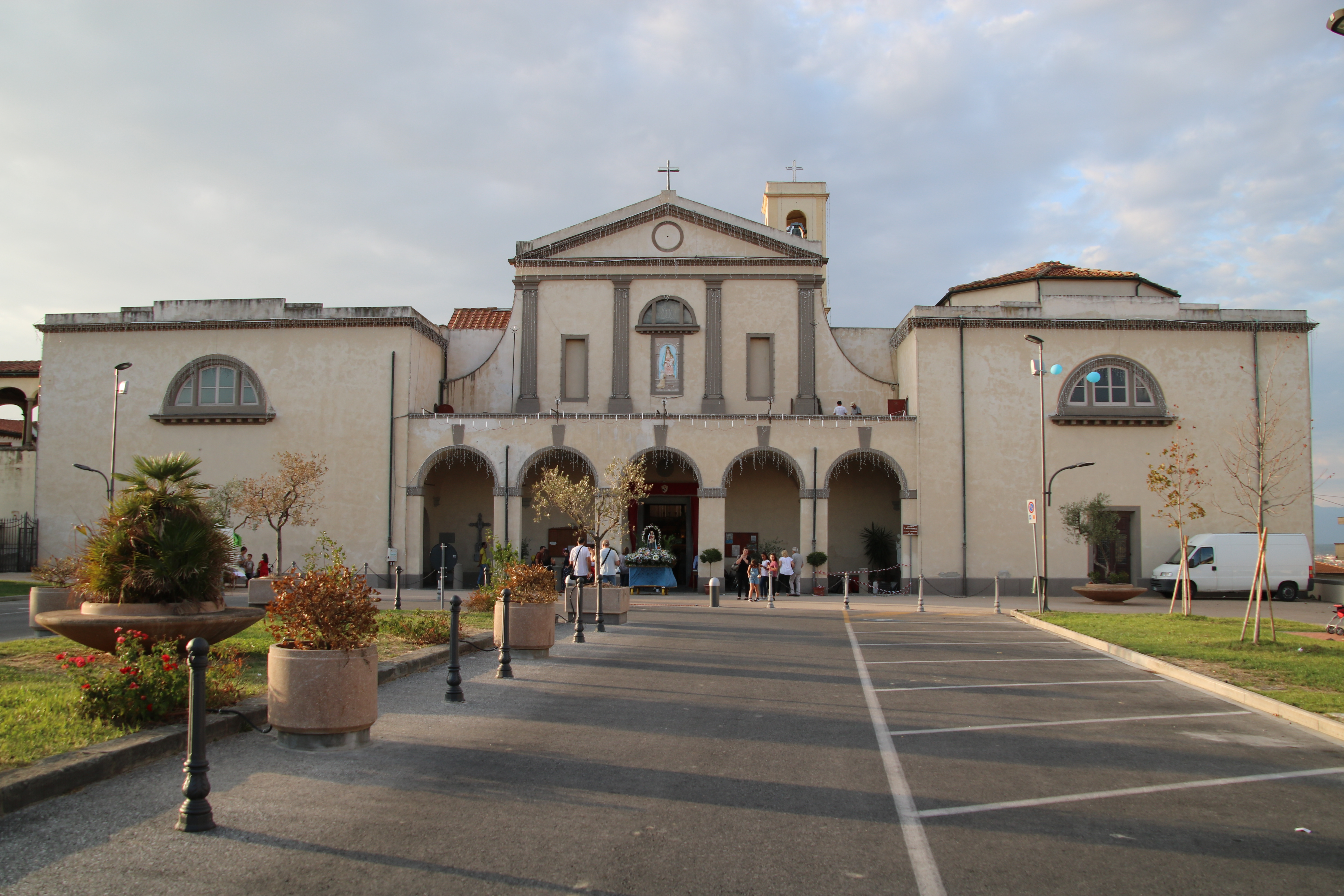
Общий вид Сантуария
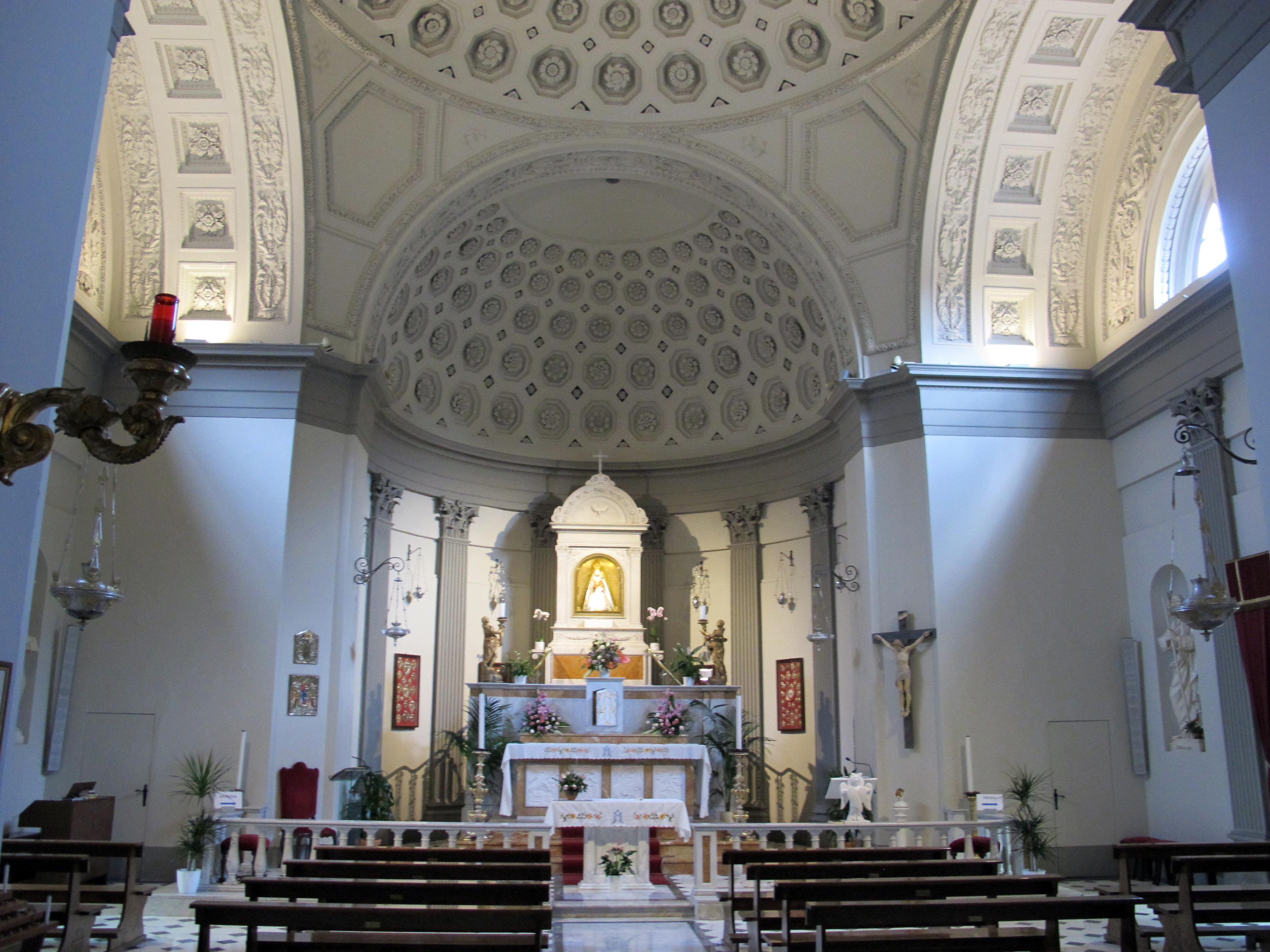
Капелла Мадонны
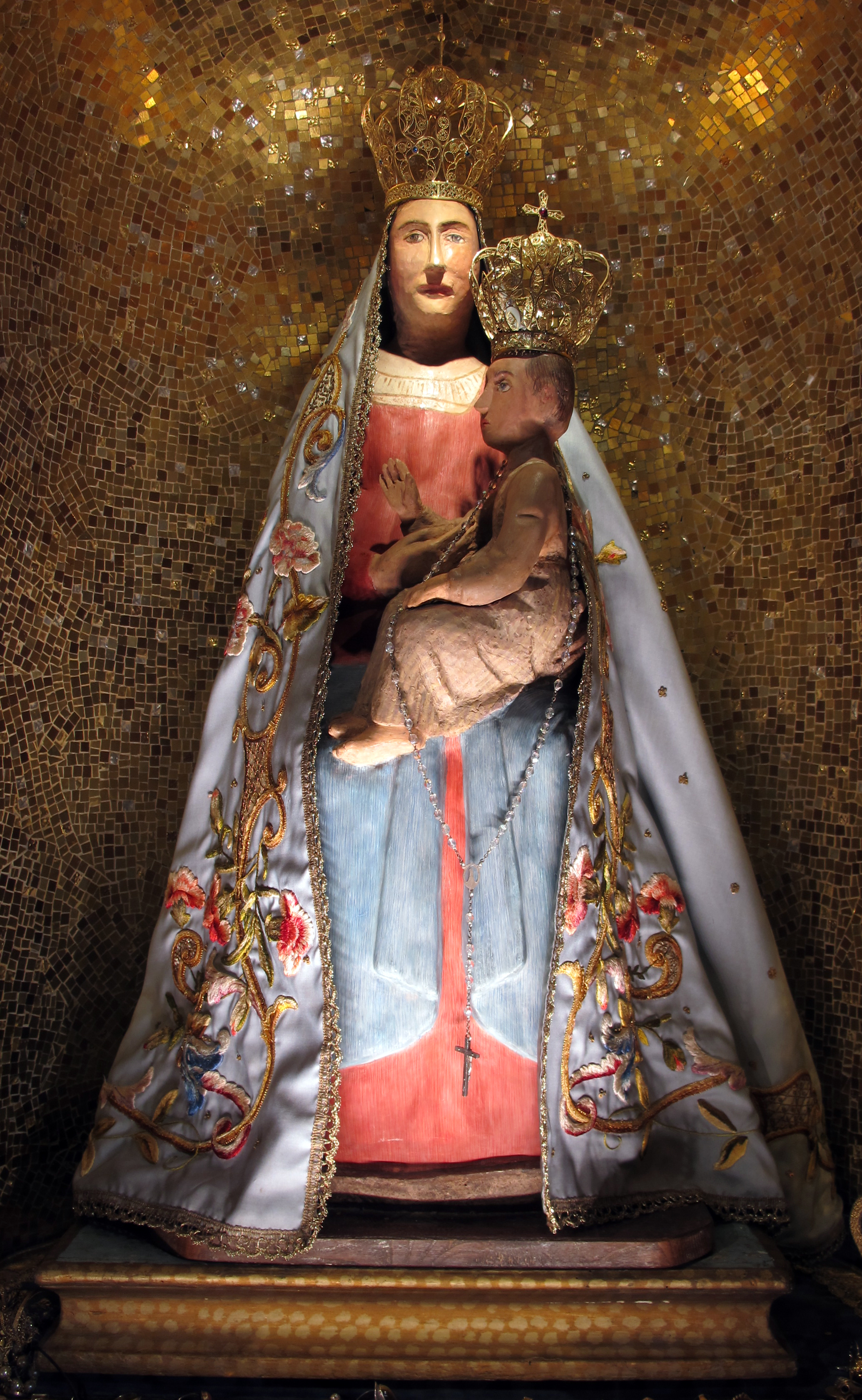
Мадонна Сан-Романо. XI в.
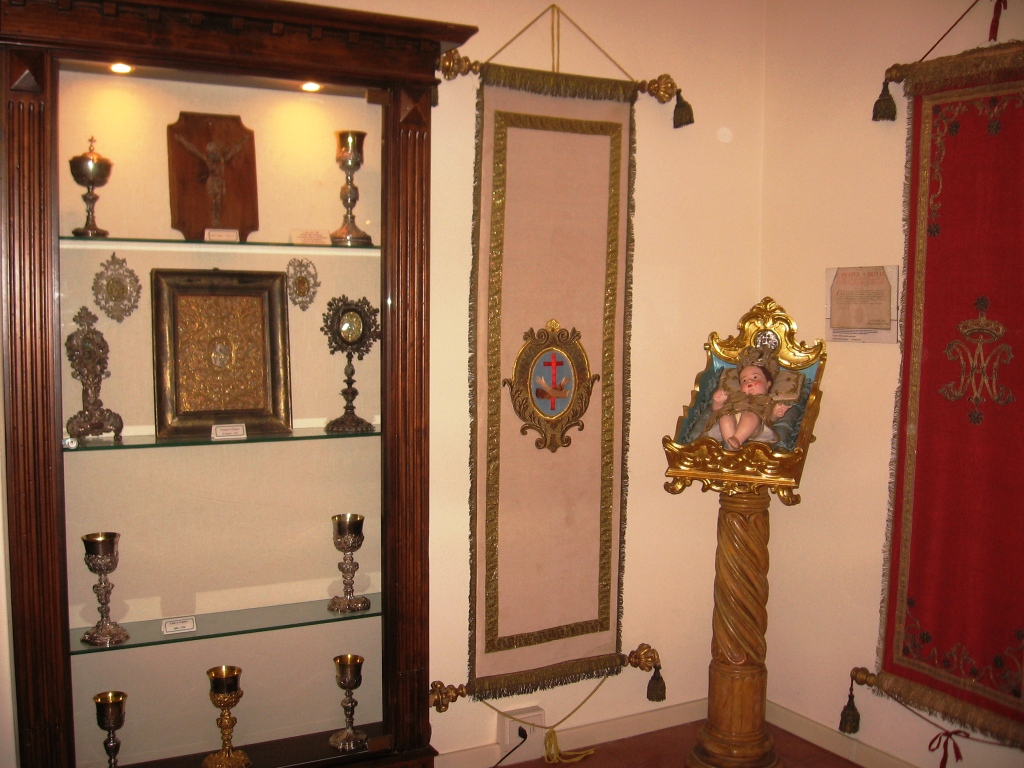
Экспозиция музея
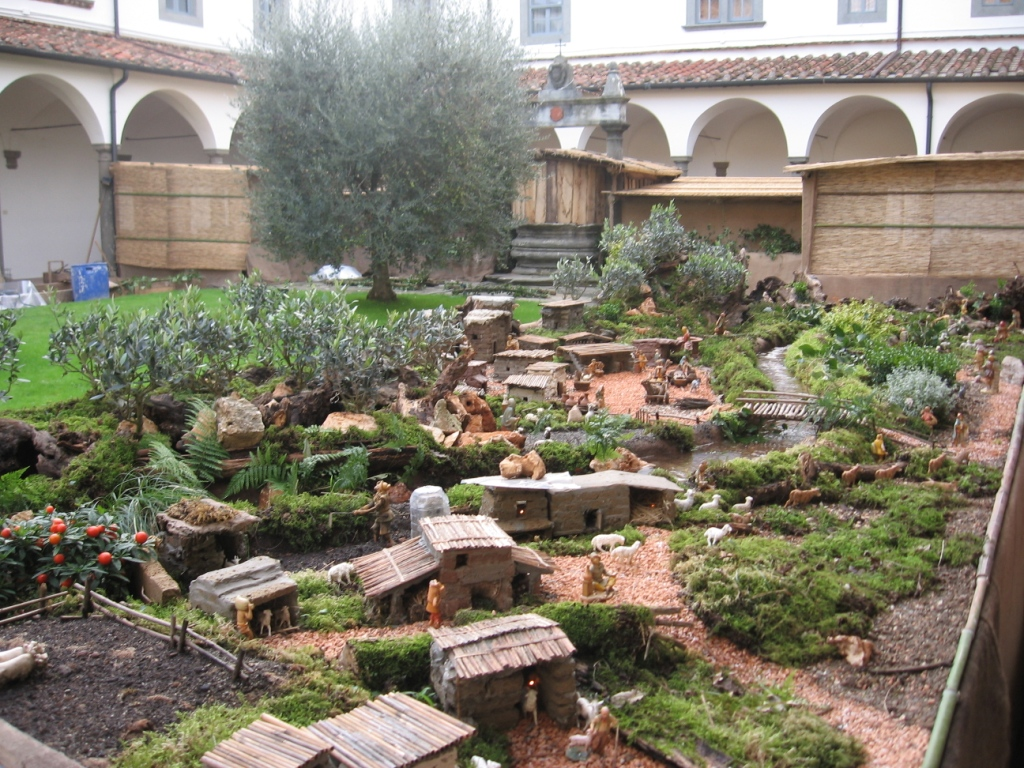
Клуатр монастыря. Презепио (вертеп)
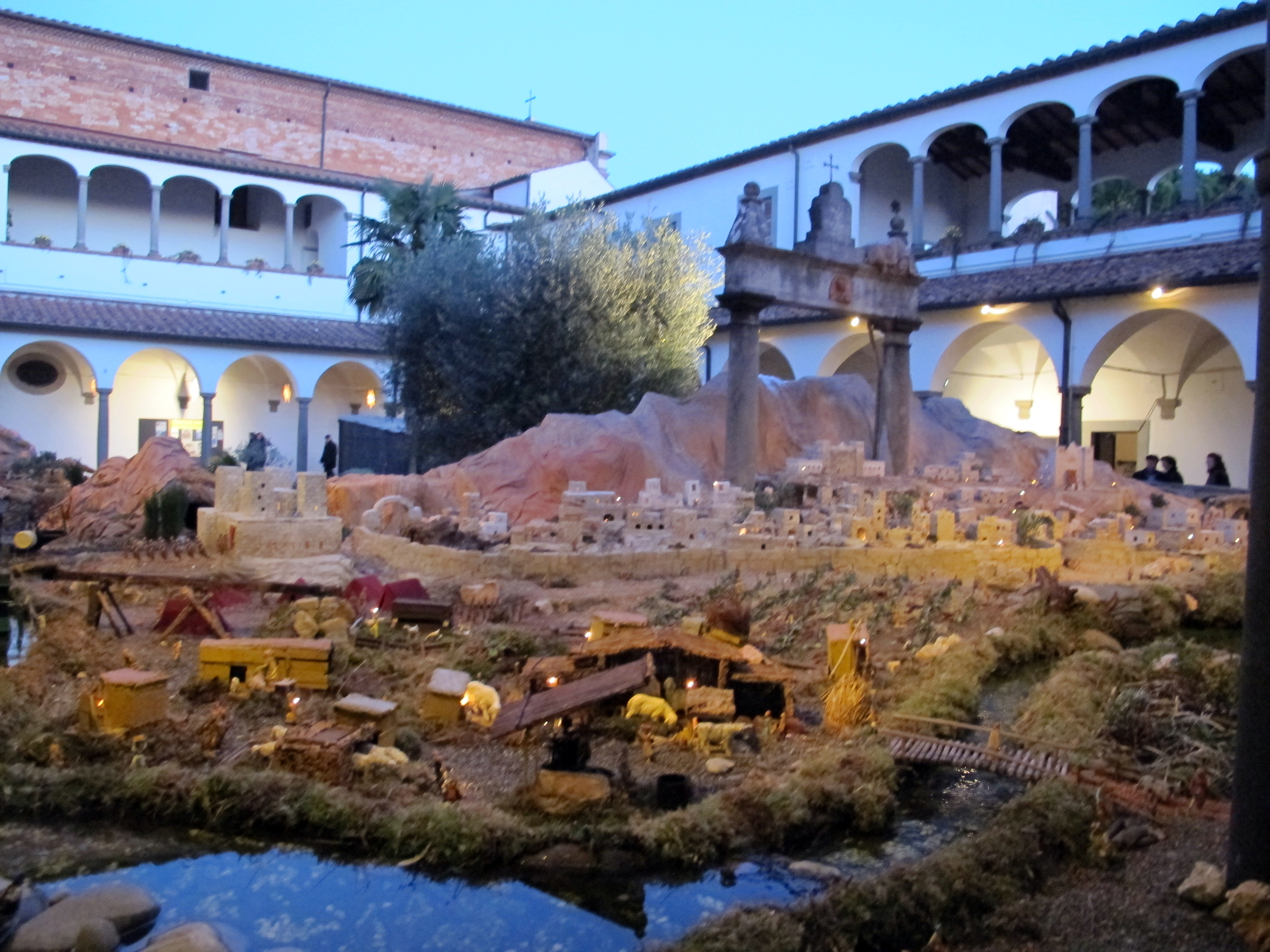
Презепио вечером
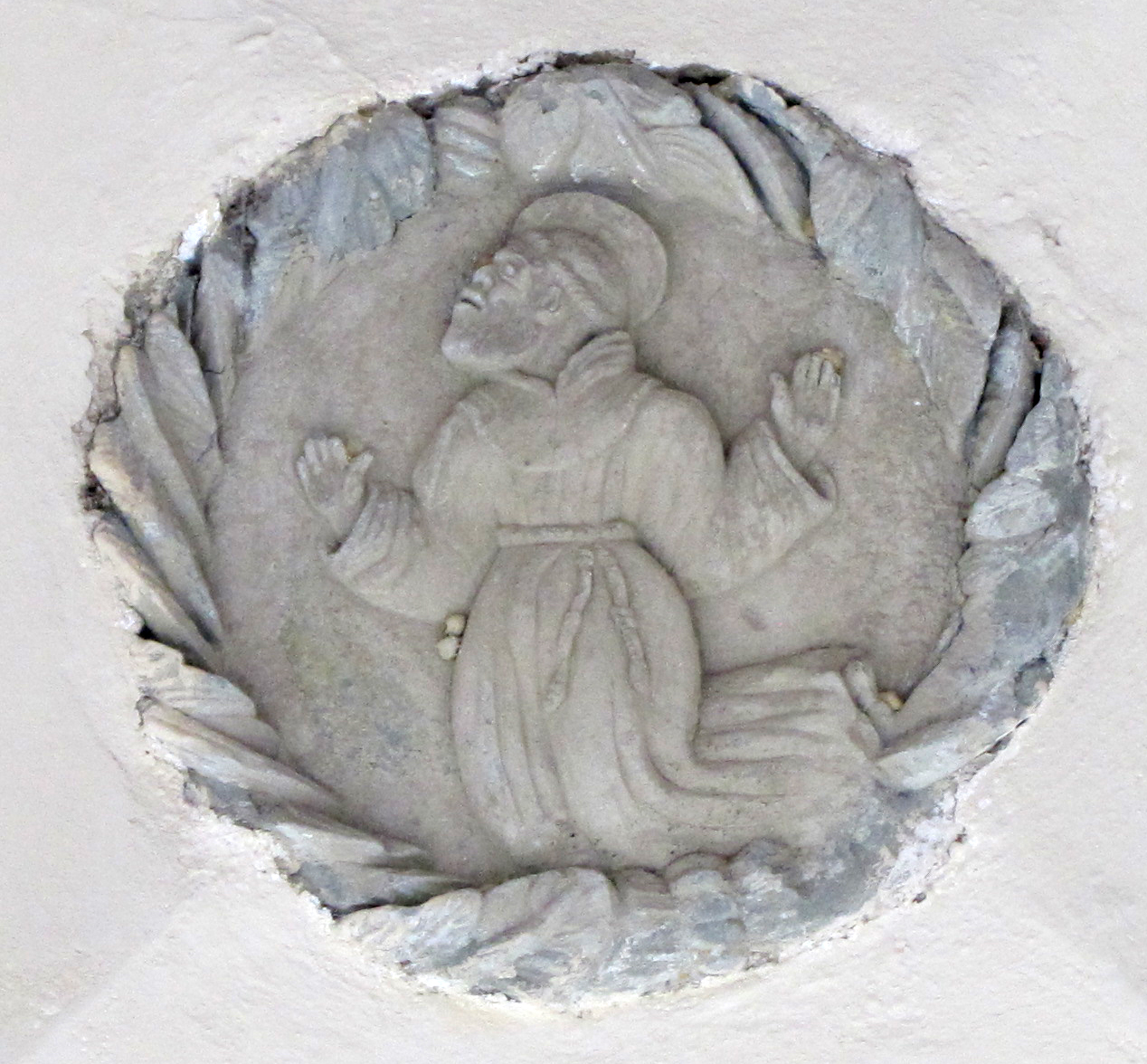
Знак каменщиков